# 金枝玉葉
《金枝玉葉》是1994年電影由陳可辛導演，由阮世生和李志毅編劇。張國榮、袁詠儀、劉嘉玲、陳小春和曾志偉主演。

## 劇情
阿Wing（袁詠儀飾演）崇拜歌星玫瑰（劉嘉玲）和玫瑰的男朋友兼著名監製顧家明（張國榮）。在唱片公司的安排下，家明要再度栽培另一男歌手顯示自己之實力。阿Wing為了把握機會和她的偶像會面，於是女扮男裝參加選拔。最後阿Wing成功脫穎而出，得到家明和玫瑰的賞識而晉身歌壇，阿Wing更被安排住在家明和玫瑰的家。
阿Wing不但踏足樂壇，更進入了家明和玫瑰的感情世界，她率直善良的性格，令家明和玫瑰都相繼不自覺愛上她這個外型中性的"男人"，發展出一段三角關係，但阿Wing又未能表露自己的女兒身。

## 創作與製作
此本片角色名字家明和玫瑰取自女作家亦舒在其愛情小說中常用的男女主角名字。

## 電影歌曲
| 曲別   | 歌名              | 作曲                    | 填詞                    | 演唱           |
| ------ | ----------------- | ----------------------- | ----------------------- | -------------- |
| 主題曲 | 《追》            | 李迪文                  | 林夕                    | 張國榮         |
| 插曲   | 《Twist & Shout》 | Bert Berns, Phil Medley | Bert Berns, Phil Medley | 張國榮         |
| 插曲   | 《今生今世》      | 許願                    | 阮世生                  | 張國榮         |
| 插曲   | 《眉來眼去》      | 趙增熹                  | 林夕                    | 何超儀、劉嘉玲 |
| 插曲   | 《愛情的魔力》    | H. Warren / J. Brooks   | 姚敏                    | 姚莉           |

其中《追》这首歌曲在华语地区大受欢迎，成为很多歌手如周华健，张学友，张信哲，古巨基，陈慧琳，陈奕迅，梁静茹，周杰伦，林俊杰，苏打绿，萧敬腾等翻唱的作品。

## 殊榮
| 年分   | 頒獎禮               | 獎項             | 獲提名者                                    | 結果 |
| ------ | -------------------- | ---------------- | ------------------------------------------- | ---- |
| 1994年 | 第31屆金馬獎         | 最佳電影歌曲     | 許願, 林夕                                  | 提名 |
| 1995年 | 第14屆香港電影金像獎 | 最佳電影         |                                             | 提名 |
| 1995年 | 第14屆香港電影金像獎 | 最佳導演         | 陳可辛                                      | 提名 |
| 1995年 | 第14屆香港電影金像獎 | 最佳編劇         | 阮世生                                      | 提名 |
| 1995年 | 第14屆香港電影金像獎 | 最佳男主角       | 張國榮                                      | 提名 |
| 1995年 | 第14屆香港電影金像獎 | 最佳女主角       | 袁詠儀                                      | 獲獎 |
| 1995年 | 第14屆香港電影金像獎 | 最佳男配角       | 陳小春                                      | 提名 |
| 1995年 | 第14屆香港電影金像獎 | 最佳新演員       | 陳小春                                      | 提名 |
| 1995年 | 第14屆香港電影金像獎 | 最佳美術指導     | 奚仲文                                      | 提名 |
| 1995年 | 第14屆香港電影金像獎 | 最佳服裝造型設計 | 吳里璐                                      | 提名 |
| 1995年 | 第14屆香港電影金像獎 | 最佳電影配樂     | 許願、趙增熹                                | 提名 |
| 1995年 | 第14屆香港電影金像獎 | 最佳電影歌曲     | 〈追〉 作曲：李迪文 填詞：林夕 主唱：張國榮 | 獲獎 |

## 外部連結
- 香港影庫上《金枝玉葉》的資料（繁體中文）
- 開眼電影網上《金枝玉葉》的資料（繁體中文）
- 豆瓣电影上《金枝玉葉》的資料 （简体中文）
- 时光网上《金枝玉葉》的資料（简体中文）
- AllMovie上《金枝玉葉》的资料（英文）
- 爛番茄上《金枝玉葉》的資料（英文）
- 互联网电影数据库（IMDb）上《金枝玉葉》的资料（英文）